# Máire Drumm
Máire Drumm (né le 22 novembre 1919 à Newry, morte le 28 octobre 1976 à Belfast) est une républicaine nord-irlandaise. Vice-présidente du Sinn Féin à partir de janvier 1973 et commandante au sein du Cumann na mBan, elle est active dès les années 1960 dans le mouvement pour les droits civiques en Irlande du Nord. Arrêtée, elle est admise au Mater Infirmorum Hospital de Belfast à la suite de problèmes de santé. Elle y est assassinée le 28 novembre 1976 par des paramilitaires loyalistes.